# Beraldia ruficornis
Beraldia ruficornis är en tvåvingeart som beskrevs av Robineau-desvoidy 1863. Beraldia ruficornis ingår i släktet Beraldia och familjen parasitflugor.
Artens utbredningsområde är Frankrike. Inga underarter finns listade i Catalogue of Life.